# 続 一ダースなら安くなる (映画)
『続 一ダースなら安くなる』（Belles on Their Toes）はアメリカ合衆国のフランク・バンカー・ギルブレス・ジュニアとアーネスト・ギルブレス・ケアリーによる自伝的小説『一ダースなら安くなる あるマネジメントパイオニアの生涯』の続編『続 一ダースなら安くなる』の映画化。1952年5月2日、ニューヨークで封切りされた。ヘンリー・レヴィン監督。ヘンリー・エフロン、フィービー・エフロン脚本。1950年の映画『一ダースなら安くなる』の続編である。興行収入は200万ドル。

## あらすじ
リリアン・ギルブレスの夫で、12人の子供を持つ能率向上技師のフランク・バンカー・ギルブレス・シニアの死後の家族の様子を描く。

## 配役
- アン・ギルブレス (ジーン・クレイン)
- リリアン・モラー・ギルブレス (マーナ・ロイ)
- マーサ・ギルブレス (デブラ・パジェット)
- ドクター・ボブ・グレイソン (ジェフリー・ハンター)
- サム・ハーパー (エドワード・アーノルド)
- トーマス・ジョージ・ブラッケン (ホーギー・カーマイケル)
- アーネスティン・ギルブレス (バーバラ・ベイツ)
- フランク・ギルブレス (ロバート・アーサー)
- いとこのリオラ (ヴェルナ・フェルトン)
- リリー・ギルブレス (キャロル・ニュージェント)
- ジェーン・ギルブレス(子供時代) ティナ・トンプソン
- ジャック・ギルブレス (テディ・ドライヴァー)
- ウィリアム･ギルブレス (トミー・アイヴォ)
- フレッド・ギルブレス (ジミー・ハント)
- ダン・ギルブレス (アンソニー・サイズ)

## 実生活との相違
第1作の『一ダースなら安くなる』よりも実生活に近いものとなっており、ロバートの後にジェーンが末っ子としており、生存する11人の子供達が登場する。アンの未来の夫は実際はロバート・バーニーだが、映画ではグレイソンに名前を変えている。